# غاردنر س. تايلور
غاردنر س. تايلور (بالإنجليزية: Gardner C. Taylor)‏ هو داعية أمريكي، ولد في 18 يونيو 1918، وتوفي في 5 أبريل 2015.